# Hermanivka, Obuhiv
Hermanivka (în ucraineană Германівка) este o comună în raionul Obuhiv, regiunea Kiev, Ucraina, formată numai din satul de reședință.

## Demografie
Componența lingvistică a comunei Hermanivka
     Ucraineană (97,66%)
     Rusă (1,86%)
     Alte limbi (0,3%)
Conform recensământului din 2001, majoritatea populației comunei Hermanivka era vorbitoare de ucraineană (97,66%), existând în minoritate și vorbitori de rusă (1,86%).

## Legături externe
- pl Hermanówka, miasteczko, powiat kijowski în Dicționarul geografic al Regatului Poloniei și al altor țări slave, volum III (Haag — Kępy) anul 1882